# 阿尔莫纳西德拉库瓦
阿尔莫纳西德拉库瓦，是西班牙阿拉贡自治区萨拉戈萨省的一个市镇。 总面积55平方公里，总人口325人（2001年），人口密度6人/平方公里。